# Cesáreo González Rodríguez
Cesáreo González Rodríguez (Vigo, España, 29 de mayo de 1903 - Madrid, 20 de marzo de 1968) fue un empresario y productor de cine español, fundador y propietario de Suevia Films.

## Biografía
Cesáreo González nació en Vigo el 29 de mayo de 1903 en el seno de una familia de origen campesino del municipio orensano de Nogueira de Ramuín. En su juventud, emigró a Cuba y posteriormente a México. En el año 1931 vuelve a Vigo y decide invertir lo ganado en el extranjero en una agencia de publicidad y en la sala de fiestas de Vigo, Savoy. Posteriormente, se hace cargo de la representación de Citroën en Galicia, obteniendo importantes resultados económicos, que le llevarían a la presidencia del Real Club Celta de Vigo durante la temporada 1934-1935.

### Suevia Films
En 1940, tras la Guerra Civil, decide invertir en el negocio cinematográfico, que conoció por casualidad durante el rodaje en Galicia de El famoso Carballeira, dirigida por Fernando Mignoni. Promueve la producción de Polizón a bordo (Florián Rey, 1941), película inspirada en su propia aventura migratoria. Este mismo año registra la marca comercial Suevia Films, situando su sede en la madrileña Gran Vía.
La explotación internacional de sus títulos le preocupa especialmente. Lo intenta a través de historias capaces de suscitar la nostalgia del público gallego emigrante en la América hispana (Mar abierto, Ramón Torrado, 1946), y, simultáneamente, contratando a la actriz británica Madeleine Carroll para protagonizar la “superproducción histórica” Reina Santa (Rafael Gil, 1947). Finalmente, esta película de alto presupuesto fue interpretada por Maruchi Fresno ante el “plantón” de la británica, pero el affaire creado sería utilizado como publicidad.
En la década de 1950 se produce la eclosión definitiva de Cesáreo González. Decidido a consolidar un star-system propio, rentable dentro y fuera de nuestras fronteras, hizo de la firma de los contratos un auténtico espectáculo “mediático”. Así, por ejemplo, el que ligaba en exclusiva a Lola Flores con Suevia por dos años y cinco películas, recibiendo la “bailaora” cinco millones de pesetas, legalizado a finales de 1951 en el Museo de Bebidas de Perico Chicote, obtuvo una publicidad extraordinaria.

### Fallecimiento
Falleció en Madrid el 20 de marzo de 1968 tras tener firmado un importante contrato para cuatro películas con Luis García Berlanga, que ya no vería, entre ellas ¡Vivan los novios! (1970). Fue enterrado en el cementerio de Pereiró de Vigo.

## Filmografía

### Películas producidas
- Polizón a bordo (1941).
- El abanderado (1943).
- Bambú (1945).
- El emigrado (1946).
- Mar abierto (1946).
- La nao Capitana (1947).
- Mare Nostrum (1948).
- Botón de ancla (1948).
- Sabela de Cambados (1949).
- Teatro Apolo (1950).
- La noche del sábado (1950).
- La corona negra (1951).
- La señora de Fátima (1951).
- Violetas imperiales (1952).
- Murió hace quince años (1954).
- Camelia (1954).
- ¡Ay, pena, penita, pena! (1953).
- La bella Otero (1954).
- Historias de la radio (1955).
- El guardián del paraíso (1955).
- Limosna de amores (1955).
- La Faraona (1956).
- Fedra (1956).
- Saeta del ruiseñor (1957).
- Faustina (1957).
- Calle Mayor (1957).
- La guerra empieza en Cuba (1957).
- El ruiseñor de las cumbres (1958).
- Aventuras de Joselito y Pulgarcito (1960).
- Ha llegado un ángel (1961).
- El balcón de la luna (1962).
- El caballo blanco (1962).
- Los pianos mecánicos (1965).
- La pérgola de las flores (película) (1965).
- Cristina Guzmán (1968).
- ¡Vivan los novios! (1970).